# AC ChievoVerona
Associazione Calcio ChievoVerona är en före detta fotbollsklubb från stadsdelen Chievo i Verona, Italien. Klubben bildades 1929 som "Paluani Chievo". Namnet "AC Chievo Verona" antogs 1990. 
Klubben höll länge till i de lägre divisionerna och  debuterade i Serie A först säsongen 2001/2002. Man imponerade stort första säsongen med en femteplacering.
Man spelade i Serie A i sex säsonger innan man gjorde en säsong i Serie B 2007/2008. Man var dock tillbaka i Serie A direkt och spelade där fram till 2019 trots klubbens små ekonomiska resurser. 2019–2021 tillhörde laget Serie B.
Sommaren 2021 uteslöts Chievo från det professionella seriesystemet på grund av ekonomiska svårigheter. En plan var att klubben skulle kunna fortsätta i Serie D om finansiärer dök upp för att köpa klubben. Ingen var dock intresserad, varför namnet Chievo gick i graven. Istället bildades en amatörklubb under sensommaren 2021 med namnet FC Clivense, som spelar i "Terza Categoria".
Klubbens ärkerivaler var Hellas Verona och stadsderbyt mellan lagen kallades för "Derby Della Scala".

## Spelare

### Truppen 2020/2021
| Nr | Land       | Pos | Namn                            |
| -- | ---------- | --- | ------------------------------- |
| 1  | Italien    | MV  | Andrea Seculin                  |
| 5  | Italien    | F   | Michele Rigione                 |
| 6  | Frankrike  | F   | Maxime Leverbe                  |
| 8  | Italien    | MF  | Emanuele Zuelli                 |
| 9  | Italien    | A   | Michael Fabbro                  |
| 10 | Nigeria    | MF  | Joel Obi                        |
| 11 | Italien    | A   | Antonio Di Gaudio               |
| 12 | Italien    | MV  | Michele Bragantini              |
| 13 | Italien    | F   | Francesco Renzetti              |
| 14 | Italien    | MF  | Luca Palmiero (lån från Napoli) |
| 15 | Finland    | F   | Sauli Väisänen                  |
| 16 | Italien    | MF  | Luca Garritano                  |
| 17 | Italien    | MF  | Emanuele Giaccherini            |
| 18 | Italien    | A   | Luigi Canotto                   |
| 20 | Montenegro | A   | Sergej Grubač                   |
| 21 | Slovenien  | F   | Daniel Pavlev                   |

| Nr | Land      | Pos | Namn                              |
| -- | --------- | --- | --------------------------------- |
| 23 | Serbien   | A   | Filip Đorđević                    |
| 24 | Italien   | MF  | Mattia Viviani                    |
| 26 | Italien   | MF  | Massimo Bertagnoli                |
| 27 | Italien   | F   | Matteo Cotali                     |
| 32 | Rumänien  | F   | Vasile Mogoș                      |
| 33 | Kroatien  | MV  | Adrian Šemper                     |
| 39 | Schweiz   | F   | Marin Cavar                       |
| 40 | Ghana     | F   | Elimelech Enyan                   |
| 41 | Tunisien  | A   | Nabil Makni                       |
| 43 | Italien   | A   | Filippo Tuzzo                     |
| 89 | Frankrike | F   | Guillaume Gigliotti               |
| 93 | Italien   | A   | Francesco Margiotta               |
| 95 | Italien   | MF  | Luca Munaretti                    |
| 98 | Italien   | A   | Manuel De Luca                    |
| 99 | Italien   | MF  | Amato Ciciretti (lån från Napoli) |